# Miran Kurspahić
Miran Kurspahić (Zagreb, 1979.) hrvatski je kazališni redatelj, glumac i performer. Pohađao je međunarodni smjer "IB" u XV. gimnaziji u Zagrebu, te maturirao 1998. godine. Kazališnu režiju i radiofoniju na Akademiji dramske umjetnosti Sveučilišta u Zagrebu diplomirao je 2007. godine. Nešto prije upisa na ADU osnovao je kazališnu družinu Neprofitabilni amateri u sklopu koje režira nekoliko predstava na području Zagreba, poput Kiki ili posao u Hrvata. 2006. godine u produkciji ADU režira predstavu Vrijeđanje publike Petera Handkea koja se premijerno prikazuje na festivalu u Zagrebu. Redatelj potom dobiva priliku gostovanja u Strasbourgu na tamošnjem kazališnom festivalu "Premières", te tamo režira francusku inačicu predstave. Po zaprimanju diplome s ADU, započinje ekstenzivan rad u kazalištu i na filmu.

## Performansi

### Sumo Sumarum
U suradnji s Tomislavom Gotovcem 2007. godine izvodi performans Sumo Sumarum u trajanju od sedam dana. Performans započinje pri početku predstave "Dunda Maroja" u Hrvatskom narodnom kazalištu (u režiji Ozrena Prohića), a kasnije uključuje i masovne medije poput novina, radija, interneta, itd. Tjedan dana kasnije, dvojica izvođača sukobljavaju se ispred zgrade HNK u Zagrebu, vodeći se pravilima sumo hrvanja. Performansom se problematizira borba između generacija, kao i odnos prema tada aktualnom kazališnom programu.

## Predstave

### Fikus je smokva
Tekst Rone Žulj Miran Kurspahić krajem 2007. godine režira u Teatru &TD. Iako se u glumačkoj podjeli nalazi petero djece od 10 - 12 godina, predstava je namijenjena starijoj publici jer oštro problematizira lažni moralitet i društvene konvencije unutar konteksta obitelji, te obiteljskog doživljaja blagdana, kao i ostalih segmenata obiteljskog života.

### Carstvo radosti
Koautorstvo satiričkog komada Carstvo radosti potpisuju Miran Kurspahić i Rona žulj, hrvatska dramaturginja. Premijera predstave odvila se 24. siječnja 2009. u režiji M. Kurspahića i produkciji Teatra &TD. Predstava na 2. Gumbekovim danima (2009.) odnosi prvu nagradu.

### ThisCasting
2015. godine u izvedbi Teatra Rugantino, M. Kurspahić režira predstavu "ThisCasting" koja biva nagrađena za najbolju predstavu na Bobijevim danima iste godine. U predstavi igraju: Mirela Videk / Dunja Fajdić, Iskra Jirsak, Sanja Milardović, Ivan Bošnjak te Miran Kurspahić. Pokušaj je predstave problematiziranje reality show-ova, te želje odabranika da dođu do "brze" slave, novca, ili nečeg drugog.

### Potop
U produkciji Umjetničke organizacije KUFER i Teatra &TD, 2014. godine Miran Kurspahić režira predstavu "Potop", i piše tekst iza nje, koja biva nagrađena Marulovom nagradom na 25-im Marulićevim danima u Splitu. Miran Kurspahić dobiva nagradu za najbolji suvremeni dramski tekst, a član glumačkog ansambla, Dean Krivačić, dobiva Marula za najbolje glumačko ostvarenje. Iste je godine predstava dobila četiri nominacije za Nagradu hrvatskog glumišta (za najbolju praizvedbu, premijeru, za najbolju mladu glumicu do 28 godina, i redateljsko ostvarenje), a nagradu je dobila Iskra Jirsak; za najbolju mladu glumicu do 28 godina.
Predstava tematizira poplavu u Zagrebu iz 1964. godine, kao i stanje pedeset godina kasnije, te unutar tog konteksta tumači priču dvije generacije obitelji iz dva različita vremenska perioda. Riječ je o svojevrsnoj analizi promjena unutar društva, grada, ali i jedne obitelji unutar pola stoljeća.

### FURY REVOLUTION REVIVAL TOUR
Predstava nastaje u suradnji s Ronom Žulj i produkciji Teatra &TD. Tematizira šezdesete i sedamdesete godine prošlog stoljeća, početke punka i rock 'n' rolla, te ideju revolucije kao ostvarenja nemogućeg. Pseudo-dokumentarno putovanje bavi se nastankom i završetkom benda Fury unutar spomenutog perioda, te osnutkom i padom jedne revolucionarne ideje od koje je, u trenutku premijere, prošlo pedeset godina. U predstavi su igrali Miran Kurspahić, Nikša Marinović, Karlo Mrkša, Domagoj Janković te Sven Jakir, a odvijala se u potpunosti na engleskom jeziku. Prvotna verzija predstave, međutim, igrala je samo jednu sezonu, sve dok nije skinuta s repertoara.

## Filmografija

### Filmske uloge
- "Penelopa" kao prosac #12 (2009.)
- "The Show Must Go On" kao voditelj vijesti (2010.)
- "Blubberella" kao njemački vojnik (2011.)
- "BloodRayne: Treći Reich" kao njemački vojnik (2011.)
- "Visoka modna napetost" kao Teo Andrea (2013.)
- "Svinjari" (2015.)
- "Lavina" kao Jurica (2017.)
- "Lora nosi crno" (kratki film) kao Ivan Božić (2018.)
- "Po tamburi" kao NHTI 1 (2021.)

### Televizijske uloge
- "Dobre namjere" kao inspektor (2007. – 2008.)
- "Ponos Ratkajevih" kao žandar (2008.)
- "Zakon ljubavi" kao Rene Tomaš (2008.)
- "Najbolje godine" kao Denis (2010.)
- "Dolina sunca" kao čovjek s autima (2010.)
- "Larin izbor" kao odvjetnik Šimunović (2012.)
- "Počivali u miru" kao Ivan Ugrenić (2013.)
- "Kud puklo da puklo" kao Tomislav Mamić (2014. – 2016.)
- "Nemoj nikome reći" kao profesor Maretti (2017.)
- "TIN: 30 godina putovanja" kao Antun Gustav Matoš (2017.)
- "Zlatni dvori" kao gost u birtiji (2017.)
- "Pogrešan čovjek" kao muškarac u banci (2018.)
- "Uspjeh" kao Kaplan (2019.)
- "Ko te šiša" kao Kelava (2019.)
- "Blago nama" kao Martin Prosinečki (2020. – 2022.)
- "Masked Singer" kao vrtni patuljak (2023.)
- "San snova" kao Budala (2023.)

## Ostalo
Miran Kurspahić osim u glumačkom i redateljskom polju bavio se i voditeljstvom emisije HRT-a pod imenom "Dobro jutro: Kultura", koja je nakon trogodišnjeg televizijskog staža 2016. godine ukinuta.

## Vanjske poveznice
- Njegova predstava Carstvo radosti  Arhivirana inačica izvorne stranice od 30. lipnja 2020. (Wayback Machine)
- Njegova predstava ThisCasting  Arhivirana inačica izvorne stranice od 30. lipnja 2020. (Wayback Machine)
- Njegova predstava Potop  Arhivirana inačica izvorne stranice od 3. srpnja 2020. (Wayback Machine)
- Njegova predstava Fury revolution revival tour  Arhivirana inačica izvorne stranice od 14. lipnja 2022. (Wayback Machine)
- Miran Kurspahić u internetskoj bazi filmova IMDb-u (engl.)